# Volkshalle
El Volkshalle (pavelló del poble), Große Halle (gran hall) o Ruhsmeshalle (pavelló de la fama) fou un projecte d'edifici dissenyat per a la colossal ciutat Welthauptstadt Germania que volien aixecar Albert Speer i Adolf Hitler al lloc que ocupava Berlín. El pavelló, dissenyat per a ésser construït totalment amb marbre i granit, imitaria el tipus d'estil del Panteó de Roma i del Capitoli dels Estats Units, a més a més poseirïa la cúpula més alta del món, la qual comptava amb 290 metres d'altura i amb 250 metres de diàmetre a la seva base.